# Bocyj
Bocyj (ros. Боций) – wieś w Rosji, w Buriacji, w rejonie dżydińskim. W 2010 liczyła 550 mieszkańców.